# Franz Sedlacek
Franz Sedlacek (Wroclaw, 21 de enero de 1891-Polonia, 1 de febrero de 1945) fue un pintor austriaco que perteneció a la tradición conocida como Nueva Objetividad (Neue Sachlichkeit), un movimiento artístico similar al Realismo Mágico.

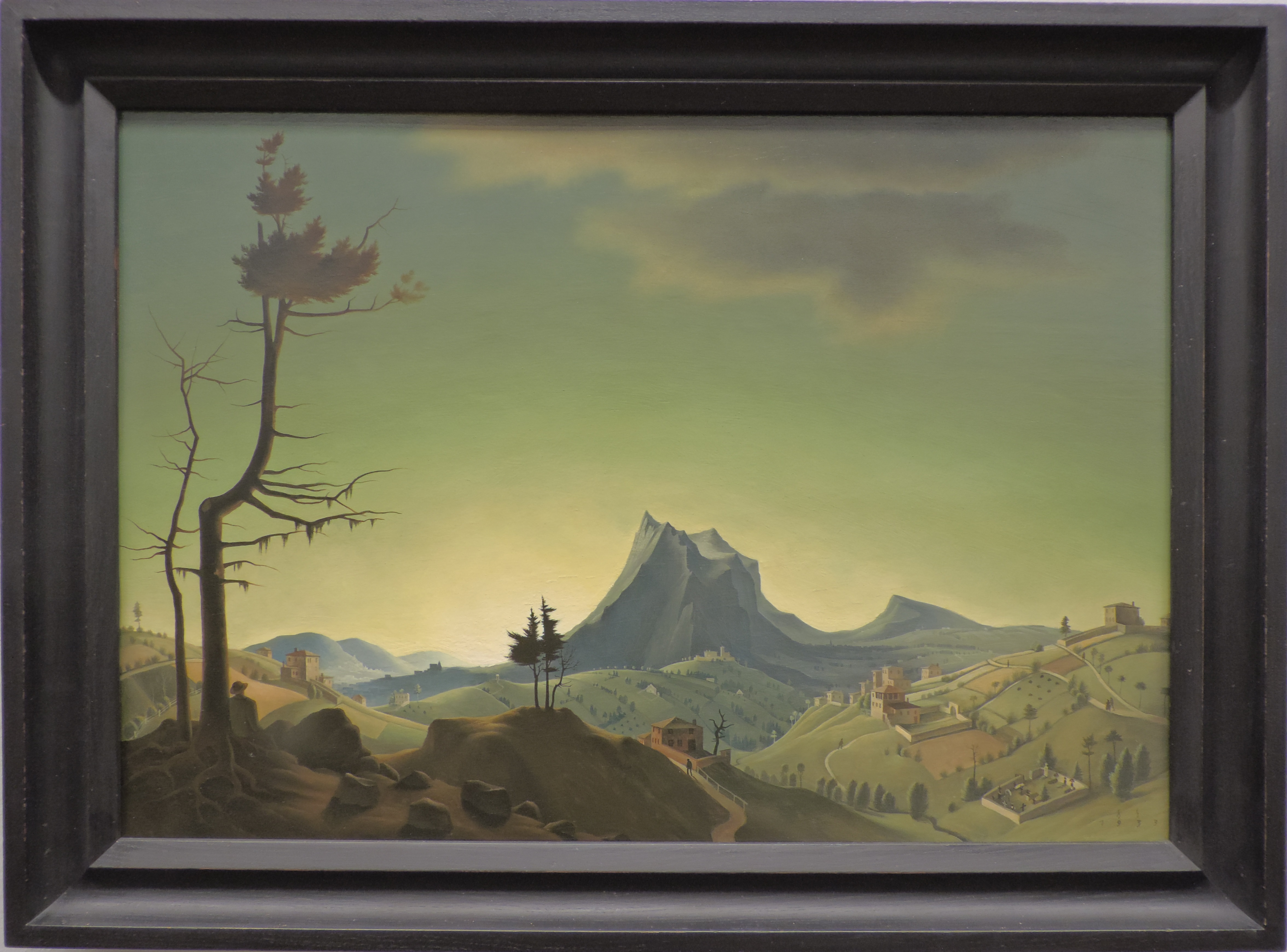
Paisaje de tarde (1933), Museo Albertina

## Biografía
Nació en Wroclaw en 1891 y cuando contaba con 6 años de edad, se trasladó junto a su familia a Linz. En 1909 se graduó en la Royal High School de Fadingerstraße. Un año después, se trasladó a Viena y estudió arquitectura y química. En 1913 cofundó, junto a Klemens Bosch, Franz Bitzan y Heinz Bitzan, el grupo MAERZ, uno de los primeros grupos secesionistas ubicado fuera de Viena.
Después de servir en la Primera Guerra Mundial, completó sus estudios y en 1921 comenzó a trabajar en el Museo Técnico de Viena, desempeñando, entre otros cargos, el de jefe del departamento de industria química. 
En 1923 contrajo matrimonio con Maria Albrecht, con quien tuvo dos hijas. En 1933 se incorporó a la organización de servicios del Frente Patria en el Museo Técnico. Ya en 1937 se unió a la organización de la empresa Nacionalsocialista en el Museo Técnico y, después de unirse en 1938, solicitó ser miembro del NSDAP. En julio del mismo año solicitó la admisión a la Cámara de Bellas Artes del Reich. Un segundo servicio militar siguió en 1939. Sedlacek llegó a Stalingrado, Noruega y Polonia. Al final de la Segunda Guerra Mundial, desapareció siendo soldado de la Wehrmacht en algún lugar de Polonia.

## Trabajo
Sedlacek comenzó como artista gráfico y luego se dedicó a la pintura al óleo.
En 1925 produjo una serie de acuarelas para el libro El unicornio de Claire Annabel Caroline Grant Duff.
En 1927, Sedlacek se unió a la Secesión de Viena, una asociación de artistas fundada por Gustav Klimt y otros en 1897.
Una colección de sus obras se exhibe en el Museo Leopold, situado en el Museumsquartier de Viena, incluida la pintura de 1931, Lied in der Dämmerung ("Canción en el crepúsculo"), así como en el Museo Albertina. También "Sturm" (Tormenta) 1932 en el museo del Palacio Belvedere de Viena.

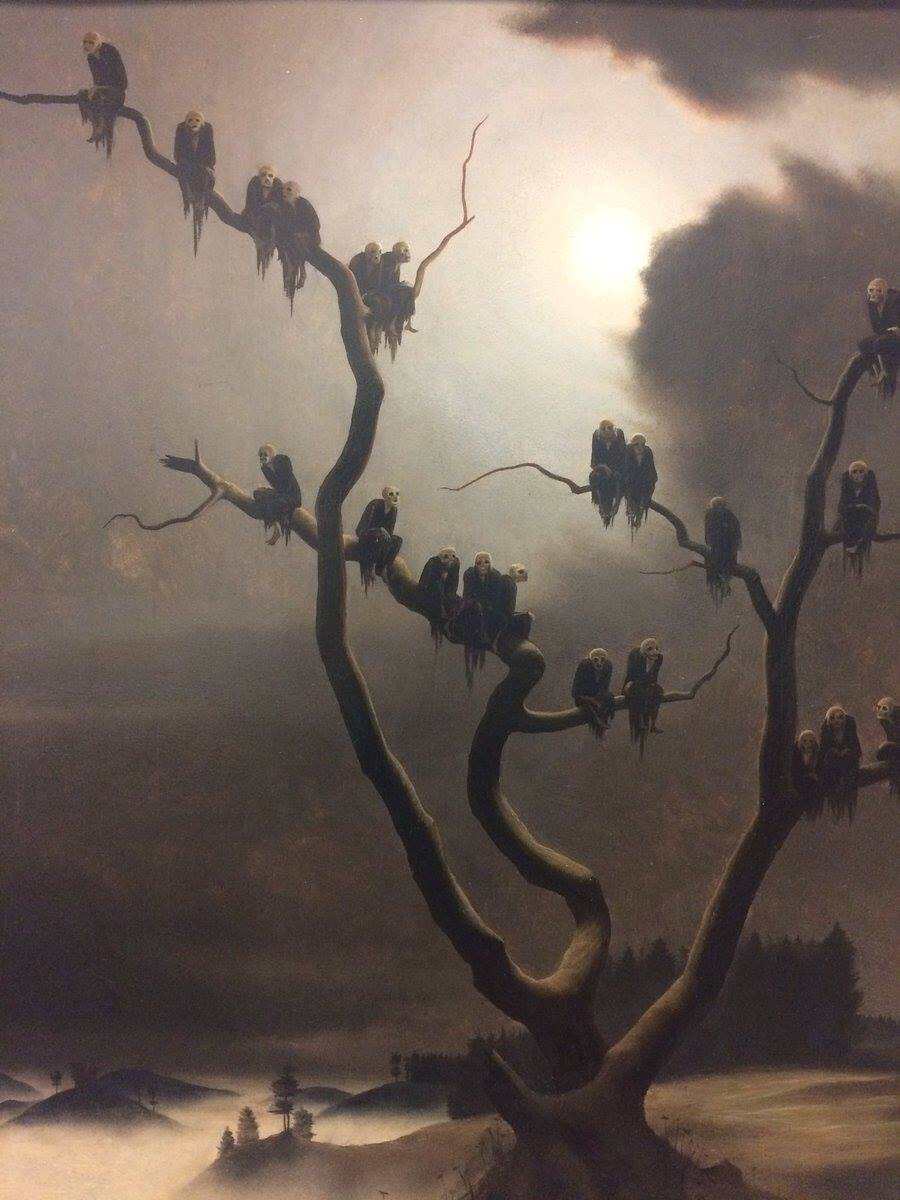
Geister im Baum (Ghosts on a tree). 1933